# میروسلاو پاولوویچ
میروسلاو پاولوویچ (سیریلیک صربی: Мирослав Павловић؛ ۲۳ اکتبر ۱۹۴۲ – ۱۹ ژانویهٔ ۲۰۰۴) بازیکن فوتبال اهل یوگسلاوی بود.
از باشگاه‌هایی که در آن بازی کرده‌است می‌توان به باشگاه فوتبال ستاره سرخ بلگراد اشاره کرد.
وی همچنین در تیم ملی فوتبال یوگسلاوی بازی کرده‌است.
وی در مسابقات کشوری و بین‌المللی در مجموع برندهٔ ۱ مدال نقره شده‌است.